# ポケットいっぱいの涙
『ポケットいっぱいの涙』（ポケットいっぱいのなみだ、Menace II Society）は、アフリカ系アメリカ人である双子の監督アレン・ヒューズとアルバート・ヒューズによる1993年にリリースされたアメリカ合衆国の映画。1990年代初期は、ブラック・ムービーのリリース・ラッシュ期にあたり、低予算での製作でありながら、この作品は他のアフロアメリカンによる映画を抑えて、興行収益・約2千8百万ドルを記録した。
映画はリアリズムに徹しており、都市部の暴力などの負の部分を曝け出すことによって、何らかの力強いメッセージ性を送っていると評価する声もあった。貧困とドラッグ問題を告発している側面もあった。暴力、ドラッグなどのイメージで、以前からたびたび米メディアに取り上げられきたロサンゼルスのサウス・セントラル地区を舞台としている。アメリカ合衆国に属する都市部でありながら、白人のアメリカとは異なるアフリカ系アメリカ人コミュニティーの状況を強烈に描写した作品である。MCエイトの主題歌は、ドクター・ドレーのヒット曲と同様に、Gラップの人気曲となった。

## あらすじ
両親を失った主人公のケインはスラム地区に育ち、（周囲の環境も手伝って）ときにドラッグ密売に手を出しながらも、敬虔なクリスチャンである祖父母に育てられたお陰でなんとか高校を無事卒業することができた。18歳の彼の前途には、まともな人生を歩むという選択も多分に残されていたが、監獄・抗争・死・ドラッグという世界を日常的に生きる周囲の友人達に次第に巻き込まれてゆく。
ケインの父は麻薬の売人であり、ケインが10歳のときの薬物取引で間違って殺害されたことが明らかになった。母親はヘロインの過剰摂取で死亡した。これにより、ケインは犯罪に苦しむジョーダンダウンズの住宅プロジェクトで祖父母に育てられたのだった。
O・ドッグは、彼の称賛する友人たちに自らの強盗殺人の監視テープ持ち帰り、誇らしげに見せびらかした。その後、カインと彼のいとこハロルドがパーティーからの途中で、彼らはカージャックされ、ハロルドは撃たれて殺され、カインは負傷した。 O・ドッグはカージャック犯の所在を知り、彼、ケイン、そして彼らの友人であるOGであるA・ワックスは、彼らを一緒に追い詰め、ハロルドの死に対する報復として彼らを殺害した。
ケインと O・ドッグは車の盗難未遂で逮捕され、ケインの指紋は強盗の夜に酒屋でボトルから取られたものと一致するが、上記の監視テープが無く警察がそれを犯罪に結び付けなかったため、ケインはすぐに解放された。
ケインの友人であるステイシーとシャリフは、カンザスに彼らと一緒に来るように彼を説得しようとした。そしてケインの祖父とシャリフの父は、彼が生き方を変えなければ彼が死ぬか刑務所に入るだろうとに警告した。それにもかかわらず、彼は生き方を変えられなかった。

## キャスト
- ケイン・ローソン - タイリン・ターナー（英語版）
- ロニー - ジェイダ・ピンケット
- O・ドッグ - ラレンズ・テイト
- アンソニー - ジュリアン・ロイ・ドスター
- A・ワックス - MC・エイト（英語版）[3]
- ルー・ロック - トゥー・ショート[4]
- パーネル - グレン・プラマー
- タット・ローソン - サミュエル・L・ジャクソン
- 祖父 - アーノルド・ジョンソン（英語版）
- 祖母 - マリリン・コールマン
- シャリフ - ヴォンテ・スウィート
- チョーンシー - クリフトン・パウエル
- ステイシー - ライアン・ウィリアムズ
- ハロルド・ローソン - サーフィアー
- イレーナ - エリン・レショーン・ワイリー
- カレン・ローソン - カンディ・アレキサンダー
- 刑事 - ビル・デューク
- バトラー - チャールズ・S・ダットン
- メキシコ系ギャング - クリフトン・コリンズ・Jr

## サウンド・トラック
Track listing
- 1.	"Nigga Gots No Heart" (performed by スパイス1)

R. Green Jr.S. AdamsM. Ogleton
E-A-SkiCMT
3:07
- 2.	"ストレイト・アップ・メナス" (performed by MCエイト)

A. TylerT. Allen
DJ SlipMC Eiht
4:36
- 3.	"Packin' a Gun" (performed by アント・バンクス)

A. BanksS. JordanR. GoodenA. YoungE. WrightL. Patterson
Ant Banks	4:01
- 4.	"Top of the World" (performed by ケニヤ・グラブ)

D. WigginsE. BakerF. Busby
D'wayne Wiggins	4:04
- 5.	"Only the Strong Survive" (performed by Too $hort)

T. ShawA. BanksR. GoodenS. JordanM.